# I Smile Back
Pour plus de détails, voir Fiche technique et Distribution.
I Smile Back est un film américain réalisé par Adam Salky, sorti en 2015.

## Synopsis
Une mère de famille sombre dans l'addiction aux drogues et à l'alcool.

## Fiche technique
- Titre : I Smile Back
- Réalisation : Adam Salky
- Scénario : Paige Dylan et Amy Koppelman d'après son livre
- Musique : Zack Ryan
- Photographie : Eric Lin
- Montage : Tamara Meem
- Production : Richard Arlook, Mike Harrop, Brian Koppelman et David Levien
- Société de production : Egoli Tossell Pictures et Koppelman/Levien
- Société de distribution : Broad Green Pictures (États-Unis)
- Pays :  États-Unis
- Genre : Drame
- Durée : 85 minutes
- Dates de sortie : 
  -  États-Unis : 6 novembre 2015

## Distribution
- Sarah Silverman : Laney Brooks
- Josh Charles : Bruce Brooks
- Thomas Sadoski : Donny
- Mia Barron : Susan
- Skylar Gaertner : Eli Brooks
- Shayne Coleman : Janey Brooks
- Chris Sarandon : Roger
- Sean Reda : Henry
- Cynthia Darlow : Mme. Kosinski
- Kristin Griffith : Pauline, l'infirmière
- Terry Kinney : Dr. Page
- Clark Jackson : M. Odesky
- Brian Koppelman : David Blackman
- Emma Ishta : Katrina
- Oona Laurence : Daisy
- Mia Katigbak : Mme. Mattingly
- Billy Magnussen : Zach (non crédité)

## Accueil
Le film a reçu un accueil mitigé de la critique. Il obtient un score moyen de 59 % sur Metacritic.

## Article annexe
- Psychotrope au cinéma et à la télévision